# 욧카이치 천식
욧카이치 천식은, 1950년대 말부터 1970년대에 걸쳐 문제화한 전후 일본의 공해 문제. 대기오염에 의한 집단 천식 장애로 미나마타병, 이타이이타이병, 니가타미나마타병과 함께 4대 공해병 중 하나이다.
미에현 욧카이치시의 욧카이치 콤비나트에서 발생한 이산화황이 원인으로, 동시 시오하마 지구를 중심으로 하는 욧카이치시 남부 지역·카이조 지구 등의 욧카이치시 중부 지역으로부터 남쪽의 미에군 구스마치(현: 욧카이치시)에 걸쳐 발생해, 1959년(쇼와 34년)부터 1972년(쇼와 47년)에 걸쳐 정치 문제화했다.
한자로는 욧카이치 천식으로 표기한다. 수질오염을 포함한 환경문제로는 욧카이치 공해라고 불리고 있다. 욧카이치 공해가 발생했을 당시에는 다른 이름으로는 시오하마 천식(욧카이치 시내에서 사용)의 명칭이나 대기오염이 원인이 되어 발생한 건강영향사건으로서 욧카이치 천식사건(국회 내에서 사용)의 명칭으로 불리고 있었다.

## 배경
1899년, 부유한 욧카이치 지주 이나바 산에몬은 욧카이치의 습지를 섬유 수출을 위한 항구로 탈바꿈시켰다. 이시하라 인더스트리는 1937년에 욧카이치의 남은 습지에 정유소를 건설했다. 1938년, 일본제국 해군은 욧카이치에 또 다른 정유소를 건설했으며, 이 정유소는 나중에 태평양 전쟁 중에 미국 공습의 표적이 되었다. 정유소와 도시의 대부분은 1945년에 파괴되었다. 1955년, 국제무역산업성은 일본의 주요 화석 연료원을 석탄에서 석유로 전환하는 정책을 시작했고, 다시 한 번 욧카이치에 정유소가 문을 열었다. 욧카이치에서 사용된 석유는 주로 중동에서 수입되었으며, 황 함유 화합물이 2% 함유되어 있어 도시 상공에 흰색 스모그가 발생했다.

## 증상
1959년 첫 번째 석유화학단지가 개장한 직후부터 만성 폐쇄성 폐질환, 만성 기관지염, 폐 기종, 기관지 천식의 심각한 사례가 지역 주민들 사이에서 빠르게 증가했으며, 특히 공장과 가장 가까운 이소즈와 시오하마 지역과 50세 이상의 남성들 사이에서 두드러졌다. 다른 만성 증상으로는 인후통이 포함되었다. 감염된 사람들이 대기 오염이 심한 지역을 떠났을 때 증상이 어느 정도 완화되었다.
1964년까지 가장 큰 영향을 받은 이소즈 마을은 인구의 2.5%가 증상을 보였다. 2008년 미에 대학 의학대학원과 히로시마 대학 자연과학 기초연구개발센터의 연구자들이 실시한 연구에 따르면, 미에 현의 일반 인구에 비해 요카이치 지역에서 COPD와 천식으로 인한 사망률이 10배에서 20배 더 높은 것으로 나타났다. 기히라 우사부루와 같은 몇몇 천식 환자들은 자살했으며, 일부는 그들의 사망 원인을 질병으로 설명하는 자살 노트를 작성하기도 했다.
호흡기 의학 사례 보고서 저널에 보고된 천식을 앓고 있는 40세 욧카이치 환자의 경우, 진동 메쉬 분무기를 사용하여 치료했을 때 증상이 완화되는 것으로 나타났다.

## 환경 영향

### 해양 생태계
어업은 욧카이치 오염의 첫 번째 피해자로 간주됩니다. 스즈카 강 하구에서 5마일 떨어진 이세 만에서 잡힌 물고기는 1959년에 나쁜 맛과 기름진 냄새가 났다. 도쿄 쓰키지로 보내진 물고기는 불만으로 인해 이세로 돌려보내졌고, 1960년 현지 어부들은 판매되지 않은 물고기에 대한 보상을 정부에 청원했다. 이세 만 산업폐수오염대책추진협의회 특별위원회는 이 사건에 대응하기 위해 미에현 정부가 조직한 조직으로, 인근 석유화학 공장과 정유소에서 만으로 방류한 폐수에서 악취가 나는 물고기와 기름진 물 질감을 광물유로 귀속시켰다. 1962년 공장 견학 중 오염연구위원회 설립 위원 미야마토 겐이치와 인터뷰한 공장 관계자들은 이러한 조사 결과에도 불구하고 악취가 나는 물고기가 이세 만에 침몰한 배 때문이라고 주장했다.

### 공기 질
1963년 석유화학 공장에서 발생한 그을음과 흰 스모그가 욧카이치 상공을 가득 메웠고, 제2의 석유화학단지가 건설되기 전에는 불만의 주요 관심사였다. 공기에는 불쾌한 냄새가 난다고 합니다. 1985년 환경보건 저널의 연구자들은 대기 질이 낮아짐에 따라 기관지 천식과 만성 기관지염 환자의 사망률이 증가한다는 사실을 발견했다.

### 토양 질
1975년 일본 미에 대학의 연구에 따르면, 5월부터 9월까지의 여름 작물에 대한 예상 곡물 수확량 감소와 욧카이치 천식 환자 수 사이에 유의미한 상관관계가 있는 것으로 나타났다.

## 원인

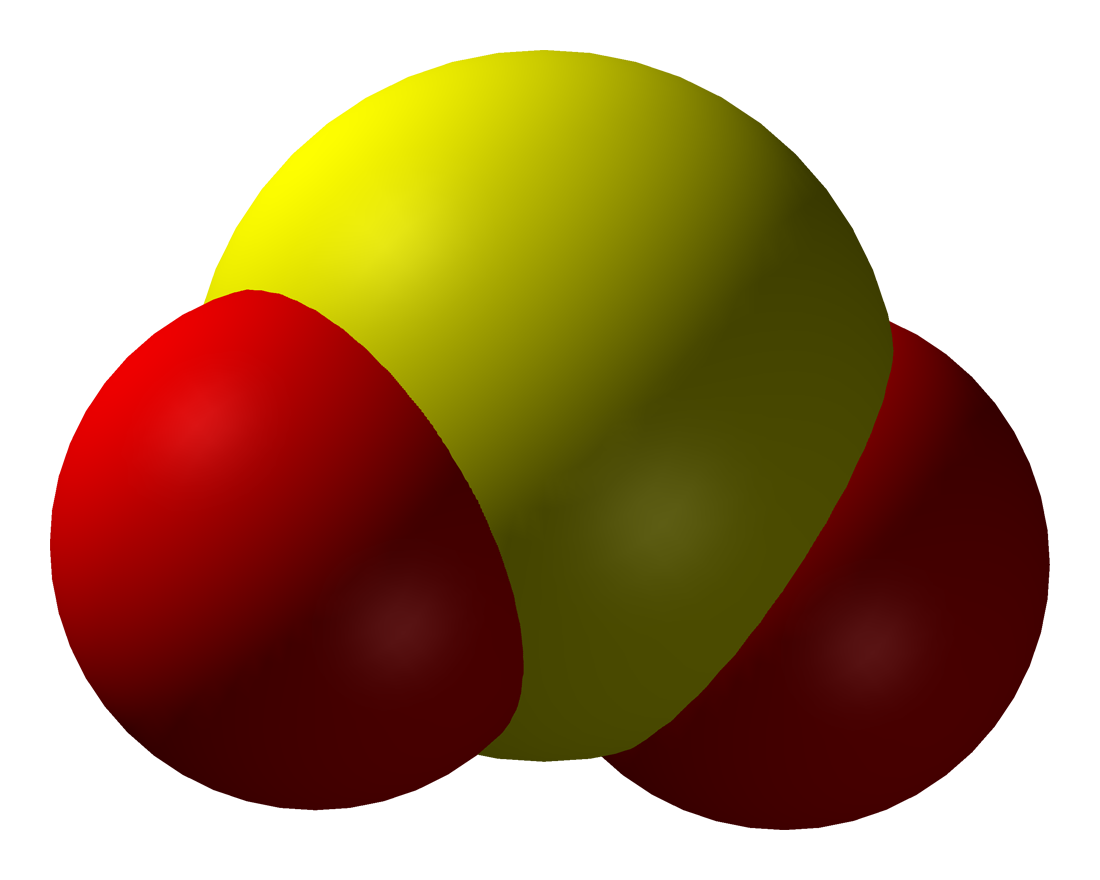
원인이 된 이산화황은 황산화물(SOx)의 하나. 천식이나 산성비의 원인이 된다.

욧카이치 천식의 모든 임상 사례는 1959년 정유 공장과 석유화학 공장이 설립된 후 시작되었다. 불쾌한 냄새에 대한 시민들의 불만이 제기되면서 조사가 촉발되었다. 처음에는 냄새의 의심되는 원인으로는 SO2, 황화수소(H2S), 메틸머캅탄, 알데히드 및 기타 물질이 공장에서 누출되는 것으로 밝혀졌다. 그러나 황 함량이 높은 기름의 연소로 인해 배출되는 이산화황은 일반적으로 처음부터 질병의 원인으로 지목되어 왔다.
SO2가 천식의 주요 원인이라는 일반적인 믿음에도 불구하고, 요코하마 국립대학교에서 1984년에 실시한 연구는 이산화황과 삼산화황 수치를 조사하고 화합물 독성 수준을 분석함으로써 호흡기 질환이 이산화황의 결과가 아니라, 티타늄 산화물 제조 공장이 인구가 많은 도시 지역에 집중된 황산 안개를 바람에 날려 보내기 때문이라고 결론지었다. 이 결론에 따르면 이소즈 마을의 높은 농도의 요코카이치 천식 환자들은 삼산화황 배출원이 가장 큰 영향을 받은 인구의 남쪽 2킬로미터 지점에 있기 때문에 더욱 설명될 수 있다. 2001년 환경 관리 저널에 실린 여러 연구자들의 연구는 SO2와 SO3가 인간에게 미치는 영향을 분석하여 SO3가 천식의 실제 원인일 가능성이 높다는 것을 확인했다. 그들은 또한 배기가스 탈황 구현이 모든 사례의 소멸로 이어지지 않은 이유 중 하나가 SO2와 SO3 정화의 차이 때문이라고 제안했다.

## 법적 조치
1960년, 이소즈에 사는 사람들은 공장 소음과 화학물질로 인한 질병에 대해 카이치 공무원들에게 불만을 제기했지만 무시당했다. 미하나 초등학교의 교사들은 아이들에게 가능한 한 숨을 쉬지 말라고 조언했다. 1960년 봄, 욧카이치의 어업 산업이 붕괴되기 시작하자 정부는 마침내 욧카이치 어업 조합이 나누어 분배하는 1억 엔의 합의금을 발표했다. 이 합의금은 오염원에 대해서는 아무런 영향을 미치지 않았다. 1960년 8월, 욧카이치시 환경오염대책위원회는 더 많은 시민들의 불만으로 인해 욧카이치시에 의해 조직되었다. 위원회는 이소즈 지역이 나머지 욧카이치 지역의 대기 중 이산화탄소 함량이 6배에 달한다는 사실을 발견하고 천식이 사망률 증가를 초래할 가능성이 높다는 결론을 내렸다. 연구진은 아이들이 가장 큰 영향을 받았으며, 이소즈 지역의 아이들 중 약 절반이 이 질병을 앓고 있다는 사실을 발견했다.
오염이 멈추지 않자, 정부의 조치 부족에 화가 난 이소즈의 어부들은 미에 전기 회사의 산업 배수관을 모래주머니로 막으려고 시도했다. 이를 막기 위해 회사는 배출량을 늘렸고, 회사에서 일하는 사람들과 지역 공무원들의 제지를 받아야 하는 어부들 사이에 싸움이 벌어졌다. 이 사건으로 인해 정부는 욧카이치에서 조사를 벌였다.
1963년, 일본정부는 욧카이치 지역 대기오염 특별조사위원회의 문제를 조사하기 위해 조사관들을 파견했고, 1964년 3월에 보고서를 마무리했다. 한편, 1965년 조사 결과에 따라 정부는 어부들에게 더 많은 보상을 제공했다. 조사위원회의 조사를 통해 욧카이치는 1968년 매연 및 연기 규제법의 공식 대상 지역이 되었다. 그러나 SO2 대기 오염은 감소하지 않았으며, 특히 그의 죽음을 나쁜 공기 탓으로 돌리는 과자 가게 주인 오타니 가쓰히로의 자살로 가장 두드러지게 나타났다. 이 법을 통해 더 높은 굴뚝이 만들어졌지만, 단순히 오염을 더 넓은 지역으로 퍼뜨렸을 뿐 건강 문제를 완화하는 데 도움이 되지 않았다. 1965년, 지방 정부는 세계 최초의 공공 구호 시스템이 될 욧카이치 지역 대기오염 특별조사위원회의 조사 결과에 따라 어부들에게 더 많은 보상을 제공했다. 첫 해에는 지방 정부가 자금을 지원했지만, 두 번째 해에는 중앙 정부의 재무부가 자금을 지원했다.
천식을 앓고 있는 이소즈 지역 욧카이치 주민들은 1967년 9월 1일 쇼와 욧카이치 석유의 제1 석유화학단지와 관련된 회사들을 상대로 민사 소송을 제기했으며, 이는 일본 최초의 오염 관련 법정 재판이 되었다. 재판은 1972년 7월 24일 원고들의 손을 들어주며 회사가 과실을 저질렀다고 판결했다. 재판이 끝난 후, 지역 욧카이치 정부는 이 도시를 1968년 매연 및 연기 규제법의 대상 지역으로 간주해 달라고 요청했다. 1968년 대기오염 통제법은 모든 배출가스에 대해 연소가스 탈황 공정을 시행하게 했으며, 이는 점차 지역 주민들의 건강 개선으로 이어졌다.

## 기타사례
욧카이치 천식은 스모그로 인한 대기 오염이 만성 천식으로 이어질 수 있는 멕시코시티, 싱가포르, 광저우와 같은 중국 본토의 도시 등 세계 일부 지역에서 빠르게 산업화되고 있는 다른 지역에서도 확인되었다. 황산화물은 일본 오사카의 니시오도가와 산업 지구와 같은 다른 일본 도시 천식 발병의 원인으로 지목되기도 했다.